# Карл Людвіг Австрійський (1918—2007)
Карл Людвіг Австрійський (повне ім'я: Карл Людвіг Марія Франц Йозеф Міхаель Габріель Антоній Роберт Стефан Пій Грегор Ігнатій Маркус д'Авіано; 10 березня 1918, Баден, Австро-Угорщина — 11 грудня 2007, Брюссель, Бельгія) — п'ята дитина в родині імператора Австро-Угорщини Карла I та імператриці Зіти Бурбон-Пармської.

## Життєпис

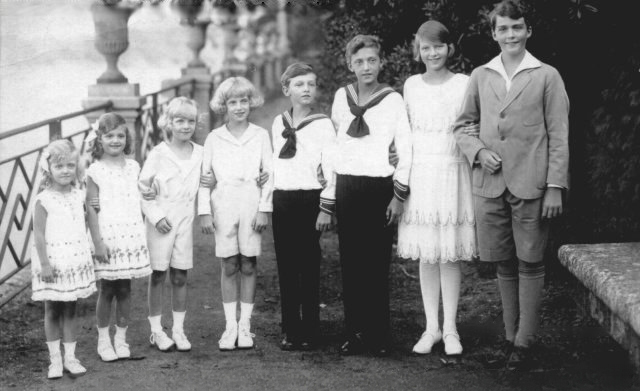
Діти імператора Карла I та імператриці Зіти. Ерцгерцог Карл Людвіг четвертий зліва

Карл Людвіг народився 10 березня 1918 року. Дитинство провів разом з родиною у вигнанні на острові Мадейра. У 1930-х роках здобував вищу освіту в Лувенському університеті в Бельгії, де навчався і його старший брат Отто. Після німецького вторгнення 1940 року імператриця Зіта з дітьми переїхала до міста Квебек у Канаді. Там в університеті Лаваля Карл Людвіг отримав сертифікат з політичних та соціальних наук.
1943 року разом з братом Феліксом вступив до лав Армії США, належав до 101-го піхотного батальйону, сформованого для австрійців. Вів невдалі таємні переговори з Угорщиною в Португалії від імені президента США Франкліна Рузвельта. 1944 року брав участь у висадці союзників у Нормандії. Звільнений зі служби 1947 року у званні майора. Після цього працював у бельгійській компанії спершу в Нью-Йорку, потім — у Вашингтоні.
1950 одружився з принцесою Йоландою де Лінь — дочкою принца Ежена II де Лінь. 1958 року родина переїхала до Бельгії, де Карл Людвіг почав працювати в холдингу «Société Générale de Belgique». Пізніше він заснував у Канаді дочірню компанію «Genstar», якою керував до 1986 року. Компанія займалася такими галузями як будівництво, виготовлення цементу, хімічна промисловість, океанічний транспорт, фінанси та високі технології.
Разом із братом Феліксом Карл Людвіг брав участь у судових процесах з метою реституції частини приватних активів родини Габсбургів, конфіскованих і націоналізованих після розпаду Австро-Угорщини.
На відміну від старшого брата Отто фон Габсбурга, Карл Людвіг не відмовився від претензій на владу та не прийняв громадянство Австрійської Республіки.

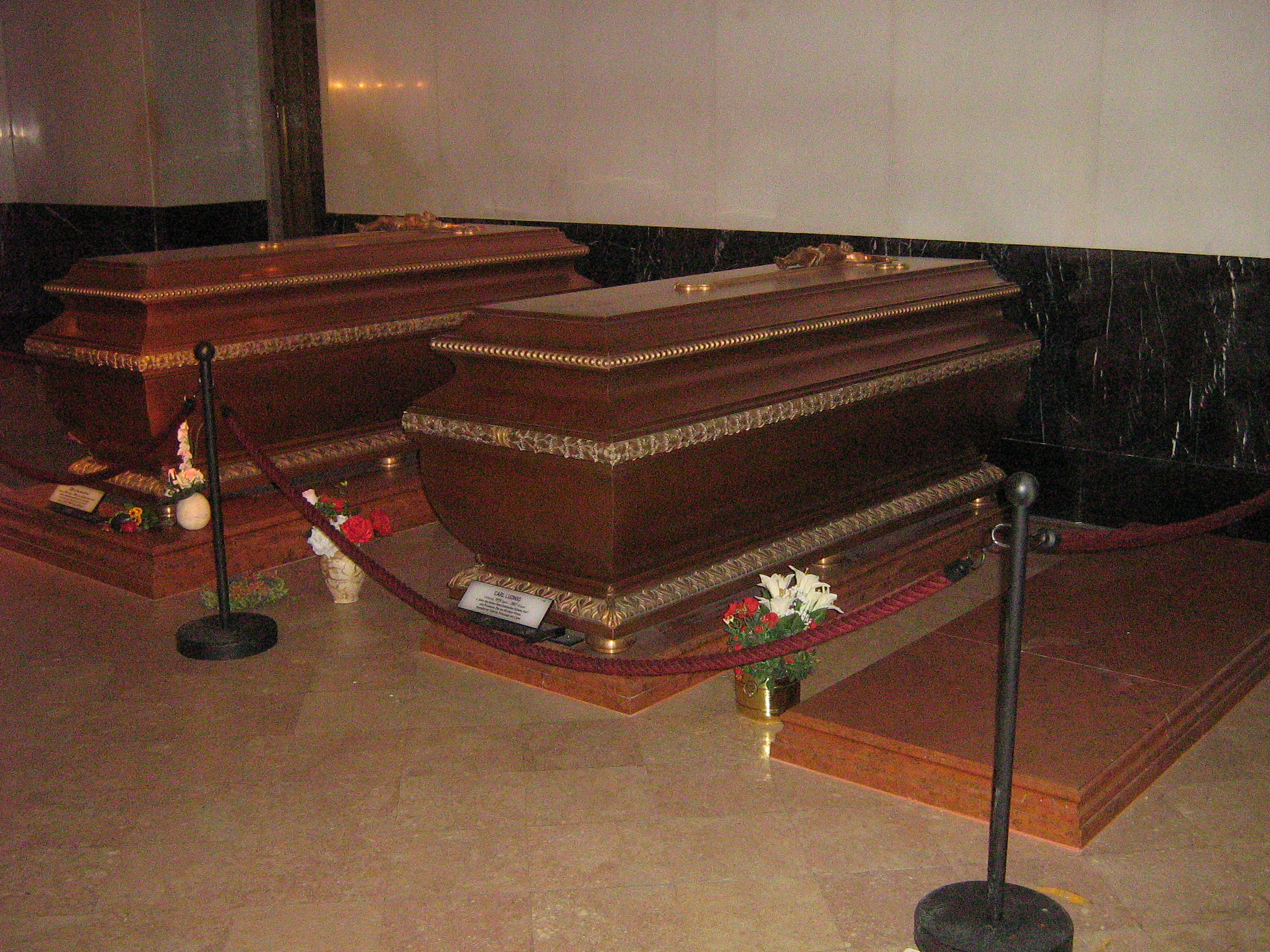
Саркофаги Карла Людвіга (справа) та імператриці Зіти (зліва) в Імператорському склепі у Відні

Карл Людвіг помер 11 грудня 2007 року в Брюсселі. 12 січня 2008 року в соборі святого Стефана у Відні відбулася панахида в його честь, після чого його поховали в Імператорському склепі церкви Капуцинів поряд з матір'ю — імператрицею Зітою.

## Шлюб і діти
1950 року Карл Людвіг одружився з принцесою Йоландою де Лінь — дочкою принца Ежена II де Лінь. У шлюбі народилося четверо дітей:
- Рудольф Марія (нар. 17 листопада 1950)
- Александра Марія Анна Філіппа Отонія (нар. 10 липня 1952)
- Карл Крістіан (нар. 26 серпня 1954)
- Марія Констанца (нар. 19 жовтня 1957)

## Нагороди
- Орден Золотого руна
- Кавалер Мальтійського ордену[2]